# Huber (családnév)
A Huber német családnév. Németországban a 40., Ausztriában a második leggyakoribb családnév.

## Híres Huber nevű személyek
Magyarok
- Huber András (1942–2011) erdélyi magyar helytörténész, művészeti író
- Huber Győző (1892–1957) erdélyi magyar regényíró
- Huber István (1891–1982) magyar festőművész, rajztanár
- Dési Huber István (1895–1944) magyar festőművész, grafikus
- Huber Lipót (1861–1946) magyar katolikus pap, teológus
- Huber Rezső (1903–1952) válogatott magyar labdarúgó, kapus

Más nemzetiségű személyek
- Anke Huber (1974) német teniszező
- Johann Rudolf Huber (1668–1748) svájci barokk-romantikus stílusú festő, elsősorban portréfestő
- Liezel Huber (1976) dél-afrikai születésű, amerikai teniszezőnő
- Othmar Huber (1923–?) svájci nemzetközi labdarúgó-játékvezető
- Wolf Huber (1485–1553) osztrák festő, grafikus és építész